# Schoren (Thun)

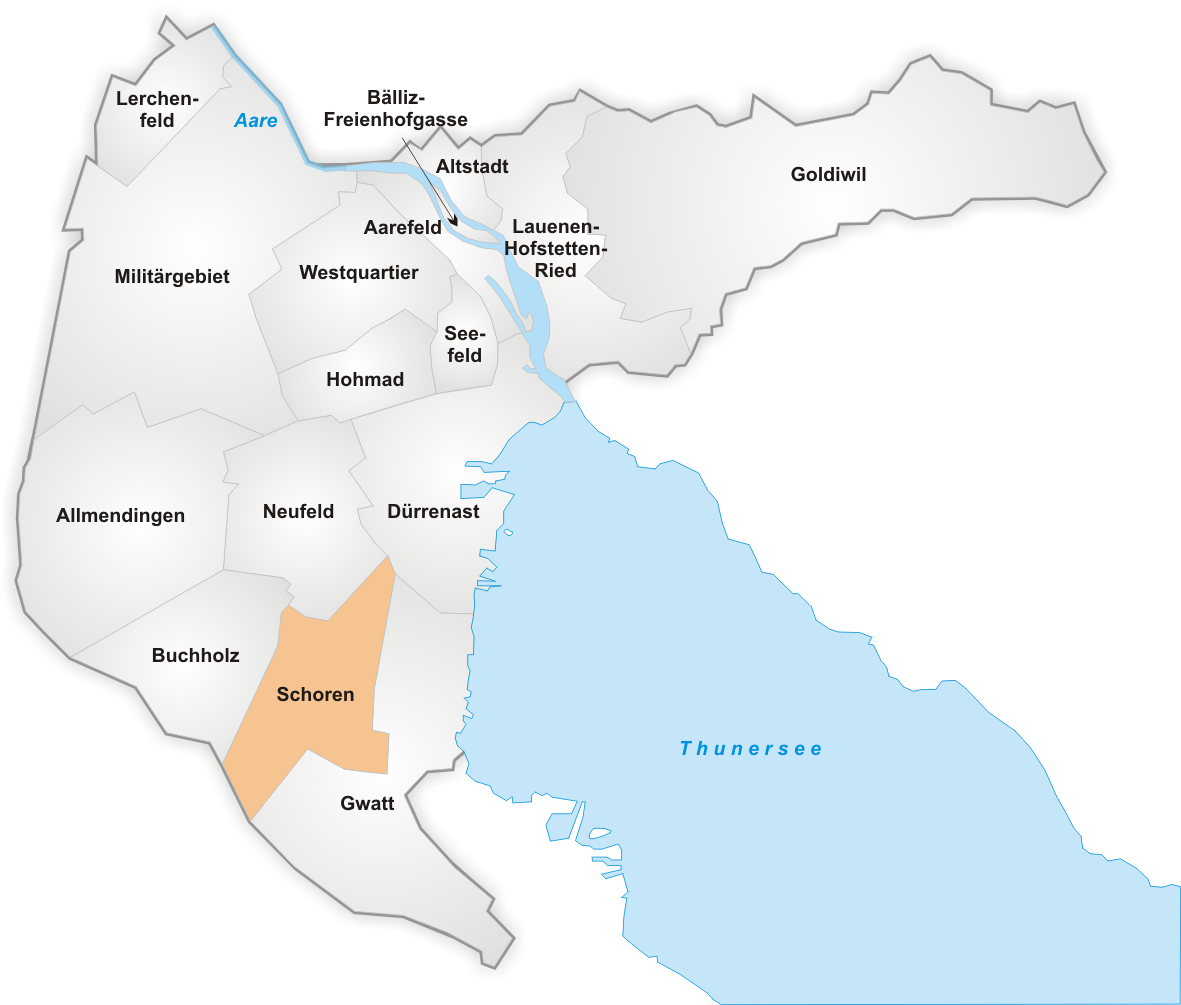
Quartier Schoren

Schoren ist ein Stadtteil von Thun im Schweizer Kanton Bern.

## Geographie
Schoren befindet sich im Südwesten des Gemeindegebiets von Thun. Es grenzt im Nordwesten an Buchholz, im Norden ans Neufeld und im Osten/Südosten an Gwatt.
Schoren ist zwar mit den benachbarten Quartieren zusammengewachsen, besitzt aber neben den Neuüberbauungen auch noch einen dörflichen Kern.

## Geschichte
Der Name «Schoren» wurde 1277 zum ersten Mal als Ortsbezeichnung urkundlich erwähnt. Der Personenname ist «von Schoren» schon für das Jahr 1250 belegt. Für die Namensherkunft kommen die Althochdeutschen Wörter scorro (Sandterrain), schor, schorno (Schollen) oder schor (Schaufel) in Frage, aber auch das Mittelhochdeutsche schorren (Felszacken).
Schoren gehörte zur Gemeinde Strättligen, die 1920 in die Stadt Thun eingemeindet wurde und war lange Zeit ihr Zentrum. 1730 entstand hier das erste Schulhaus der Gemeinde, welches 1827 durch das heute noch stehende ersetzt wurde. 1878 wurde der Friedhof von der Scherzligkirche nach Schoren verlegt.